# Association internationale africaine

Vlag van de AIA

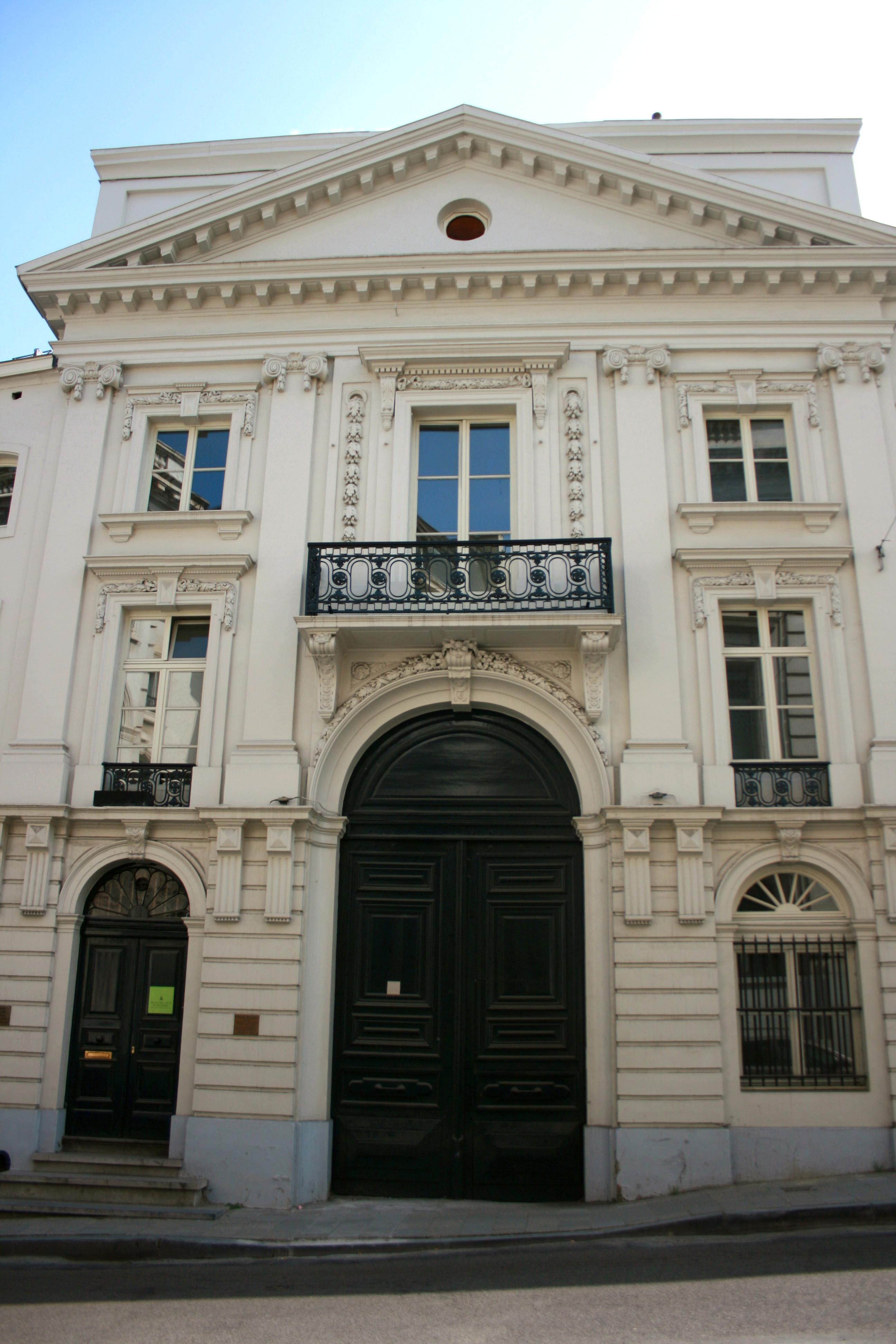
Zetel van de AIA in de voormalige abdij van Koudenberg (Naamsestraat 4-12, Brussel)

De Association internationale africaine (AIA), voluit Association internationale pour l'exploration et la civilisation de l'Afrique centrale (Internationale vereniging voor de verkenning en beschaving van Midden-Afrika) is in 1876 opgericht door een aantal Europese mogendheden met als doel het toen nog nauwelijks voor Europeanen in kaart gebrachte grondgebied in het hart van het Afrikaanse continent te exploreren en te "civiliseren". Onder dit officiële doel gingen de koloniale ambities van de Belgische koning Leopold II schuil, die in de AIA een juridisch-diplomatiek vehikel zag in dienst van zijn streven een groot grondgebied op het Afrikaanse continent onder zijn heerschappij te brengen.

## Oprichting
De stichting van de AIA vond plaats op 19 september 1876, bij afloop van de geografische conferentie van Brussel die Leopold had bijeengeroepen. De deelnemers hadden eigenlijk geen mandaat voor een dergelijke oprichting, maar ze werden meegezogen in de voluntaristische aanpak van Leopold. De internationale inkleding had tot doel om binnenlandse Belgische weerstand tegen het kolonisatieproject te misleiden, zo blijkt uit een memo van Léonard Greindl aan de koning. Men moest geloven dat er louter altruistische en humanitaire bedoelingen in internationale samenwerking aan ten grondslag lagen.
Het actieterrein werd omschreven als de strook tussen "Egyptisch Soedan" en het bekken van de Zambezi, ten oosten en ten westen begrensd door de oceanen.

## Structuur
De resoluties van de conferentie hadden een flexibele structuur voorzien waarbij de deelnemende landen eigen nationale comités zouden oprichten. Deze zouden worden overkoepeld door een "internationale commissie", waarin de voorzitters van de geografische verenigingen zetelden en twee leden aangeduid door elk nationaal comité. Het beleidsorgaan van de AIA was een vierkoppig uitvoerend comité. Toen Leopold unaniem werd gekozen tot voorzitter ervan, verklaarde hij met gespeelde terughoudendheid een mandaat voor maximaal één jaar te aanvaarden. De andere leden waren Sir Henry Bartle Frere, de Duitse ontdekkingsreiziger Gustav Nachtigal en de Franse wetenschapper Jean Louis Armand de Quatrefages de Bréau.
De enige vergadering van de internationale commissie vond plaats op 20-21 juni 1877. Ze besloot tot een expeditie naar Zanzibar met de bedoeling dat de AIA van daaruit een aanwezigheid zou creëren aan het Tanganyikameer. Het Belgisch comité had reeds 300.000 frank verzameld voor de onderneming, maar verder had alleen Oostenrijk een kleine bijdrage te bieden (5000 frank). Daarnaast werd Leopold herverkozen als voorzitter en werd Jules Greindl benoemd tot secretaris-generaal. De vereniging nam ook een vlag aan (gele ster op blauwe achtergrond). In het uitvoerend comité werd de ontslagnemende Bartle Frere vervangen door de Amerikaan Henry Shelton Sanford, een vertrouweling van Leopold. Het comité kreeg de bevoegdheid om het opzetten van expedities en posten naar eigen inzicht te organiseren.
In 1878 nam Maximilien Strauch het secretariaat-generaal over van Greindl.

### Nationale comités
De leden van de AIA richtten elk een comité op, behalve Groot-Brittannië dat koos voor een zelfstandig African Exploration Fund.
- België (8 november 1876): Het Comité national belge werd voorgezeten door Leopolds broer Filips, bijgestaan door vice-president Auguste Lambermont en secretaris Jules Greindl. Het comité rustte voor een groot deel op de Société belge de Géographie en de Société de Géographie d'Anvers. Er waren openbare zittingen op 1 maart 1878, 1879 en 1880.
- Duitsland (december 1876)
- Oostenrijk-Hongarije (december 1876)
- Spanje
- Portugal
- Zwitserland
- Nederland (27 april 1877), met als voornaamste leden Lodewijk Pincoffs, zijn zwager Henry Kerdijk en Prins Hendrik
- Verenigde Staten (8 mei 1877): Hoewel de American Geographical Society niet was ingegaan op de uitnodiging voor de conferentie, nam ze wel het initiatief om een Amerikaans comité van de AIA op te richten. Het comité, voorgezeten door John H. Latrobe, vaardigde Henry Sanford af naar de vergadering van de internationale commissie te Brussel.[5]
- Italië (21 mei 1877)
- Frankrijk (23 mei 1877): De Franse afdeling van het AIA werd opgericht op 23 mei 1877 en sponsorde een expeditie van Pierre Savorgnan de Brazza met 20.000 francs. Vanaf 1879 toonde Brazza zich een zeer geduchte rivaal van Henry Morton Stanley. Hij plantte de Franse vlag in Nshasa en stichtte in 1881 Brazzaville. Langs de Congostroom ontstond een ware race tussen de Fransen en de Belgen. Het Franse comité functioneerde haast volledig autonoom. Zijn actiefste leden waren:
  - Ferdinand de Lesseps (voorzitter)
  - Alfred Grandidier
  - Antoine d'Abbadie
  - Henri Duveyrier
  - Charles Maunoir

## Expedities

Karema en Mpala aan het Tanganyikameer

Tussen 1879 en 1884 organiseerde het Belgisch comité van de AIA vijf expedities. Doel was het opzetten van wetenschappelijke posten aan het Tanganyikameer of voorbij het meer. Feitelijk wilde Leopold vooral ten westen van het meer een aanwezigheid creëren met het oog op koloniale bezetting. In dit opzicht waren de expedities een succes, want het gebied ten oosten van het meer werd op de Conferentie van Berlijn aan de Duitsers toegewezen en het gebied ten westen ervan aan Leopold. De expedities die Stanley in dezelfde periode vanaf de westkust ondernam, leidden eveneens tot vervulling van Leopolds ambities. Stanley was echter in dienst van het Comité d'études du Haut-Congo, niet van de AIA.

### Eerste expeditie (Crespel-Cambier)
Op 15 oktober 1877 vertrok de eerste expeditie vanuit Oostende naar Zanzibar, waar ze op 12 december aankwam na het ronden van Kaap de Goede Hoop. De leiding was in handen van kapitein Louis Crespel, een Belgisch legerofficier. Hij had het gezelschap van luitenant Ernest Cambier, doctor Arnold Maes en de Oostenrijkse majoor-wetenschapper Ernst Marno. Crespel en Maes werden ziek en lieten Cambier en Marno alleen vertrekken. Ze ondervonden zodanig veel moeilijkheden met ziekten en ossensterfte, dat ze na twee maanden al terug aan de kust stonden. Daar vernamen ze dat Maes en Crespel kort na mekaar waren bezweken. Maes liet een interessante correspondentie na. Vanuit België werd versterking gestuurd in de persoon van luitenant Jean Baptiste Wautier en dokter Pierre Dutrieux. Dutrieux had, nadat hij ontslag genomen had als militaire arts, een specialisatie oftalmologie gevolgd in Parijs, was hoogleraar geneeskunde geworden in Caïro en bood, vanuit wetenschappelijke interesse, zijn diensten aan.
De 407 man sterke karavaan vertrok op 28 juni 1878 richting Grote Meren. Al snel deserteerden 300 dragers. Expeditieleider Cambier besloot om met 80 man door te gaan en het gros van de bagage onder de hoede van Wautier en Dutrieux te laten. Eind september bereikte Cambier het dorp van Nyamwezikoning Mirambo. Ze sloten een bloedverbond en Cambier kreeg verse dragers ter beschikking. Op 6 januari 1879 vertrok hij om de hoofdmacht te vervoegen in Kwa-Karoumbo. Wautier was echter overleden en Dutrieux, die ondermijnd door malaria, geen wetenschappelijk werk meer kon verrichten, besloot terug te keren. Hij had een lexicon Frans-Swahili opgesteld. Hij werd door de Kedive benoemd tot Inspecteur van de ziekenhuizen van Egypte.
Cambier kreeg orders om een post te stichten aan de zuidwestelijke oever van het Tanganyikameer. Hij bereikte de plek op 11 augustus, als enige Europeaan van zijn colonne. Dankzij een verdrag met de sultan van Kongoa kreeg hij er een terrein van 20 km² rond Karema. Daar liet hij het Fort Léopold bouwen. Het moest een uitvalsbasis worden voor nieuwe expedities richting Congo.

### Tweede expeditie (Popelin)
De ossenkarren van de expeditie-Cambier waren ongeschikt gebleken voor het Afrikaanse binnenland. Daarom liet Leopold tegen aanzienlijke kosten vier getrainde Indische olifanten verschepen. Zo kwam het dat de inwoners van Tabora op 28 oktober 1879 een vreemd spektakel kregen voorgeschoteld: Émile Popelin, Frederick Carter en dokter Vanden Heuvel die hun intocht maakten, samen in een mand op de rug van een olifant. De Engelsman Carter was met Tom Cadenhead speciaal aangetrokken om de olifanten te verzorgen. Van Tabora trok Popelin verder naar Karema, waar zijn twee overgebleven olifanten de geest gaven. Via Simba en Kabambagouzia keerde hij vervolgens terug naar de omgeving van Tabora. Daar stierf hij aan een leverabces. Enige maanden later werden Carter en Cadenhead doodgeschoten op terugweg naar de kust.
De expeditie had weinig opgeleverd, behalve de wetenschap dat olifanten evenmin als ossen een praktisch transportmiddel waren.

### Derde expeditie (Ramaeckers)
De expeditie van Jules Ramaeckers had tot doel om Cambier af te lossen in Karema. Hij bereikte de post op 10 december 1881, maar stierf korte tijd later aan koorts en dysenterie (25 februari 1882).

### Vierde expeditie (Storms)
Émile Storms bracht een karavaan naar Karema en werd onmiddellijk geconfronteerd met een aanval door de lokale bevolking. Bevelhebber Becker liet het Afrikaans dorp van Karema platbranden. Storms overzag de uitbreiding van de nederzetting en stichtte op 4 mei 1883 een nieuwe post aan de overzijde van het Tanganyikameer. Hij noemde hem naar de vriendelijke chef Mpala, die op zijn sterfbed gehoorzaamheid aan de Europeanen zou hebben bevolen. De Duitse verkenner Paul Reichard assisteerde Storms bij de stichting.

### Vijfde expeditie (Becker)
De vijfde expeditie onder Jérôme Becker had tot doel om via de posten aan het Tanganyikameer door te stoten naar een Arabische nederzetting aan de Lualabarivier. Het werd een complete mislukking. Door logistieke problemen en ziekte raakte de expeditie nooit weg uit Zanzibar.

## Leopoldiaans instrument
De Association bleek in de praktijk een goed werkend instrument te zijn voor de koloniale ambities van Leopold. Dankzij haar filantropisch-wetenschappelijke doelstelling kon ze de weerbarstige publieke opinie in België warm maken voor de vorstelijke plannen in Afrika. Ze liet bovendien toe om de grootmachten te bespelen. Maar bovenal vormde de vereniging een ideaal mistgordijn om territoriale aspiraties te verhullen. Daarom waakte Leopold er steeds over dat de fictie van een werkende internationale organisatie levendig werd gehouden, ook nadat de Duitse en Franse comités er de brui aan hadden gegeven en België vanaf 1878 nog het enige actieve lid was. Niemand besefte, of wilde er aandacht aan besteden dat Stanley de benedenloop van de Congo aan het inventariseren en innemen was voor rekening van de private ondernemingen van Leopold: eerst het Comité d'études du Haut-Congo en later de Association internationale du Congo. Men liet er de vlag van de AIA wapperen en Strauch sprak van de association internationale, zonder meer. Zelfs de Amerikaanse president Chester A. Arthur nam de AIC voor de AIA. In een boodschap aan het Congres prees hij de posten van de AIA, terwijl ze aan de AIC behoorden. Ook Arthurs vervolg getuigde niet van grote nauwkeurigheid: hij stelde dat de vereniging niet naar permanente politieke controle streefde.

## Voetnoten
1. ↑  Pierre-Olivier de Broux en Bérengère Piret, "'Le Congo était fondé dans l'intérêt de la civilisation et de la Belgique'. La notion de civilisation dans la Charte coloniale" in: Revue interdisciplinaire d'études juridiques, 2019, nr. 2, p. 51-80. DOI:10.3917/riej.083.0051
2. ↑  Emile Banning, "Un Belge, la question africaine", in: Le Moniteur Industriel, 26 oktober 1882
3. ↑  "Avec le temps, l'entreprise deviendra par la force des choses, belge de nom comme de fait. Il est désirable que surtout dans les commencements, l'affaire s'abrite sous le drapeau international. L'idée coloniale soulève encore de vives répugnances en Belgique, où le souvenir de nos essais malheureux n'est pas effacé. Dans les conférences préliminaires de 1876, une forte opposition a éclaté contre tout ce qui pourrait conduire à une action isolée. Une tentative faite sous un jour trop exclusivement belge soulèverait des résistances à peu près certaines alors qu'elle aurait beaucoup plus de chances d'être bien accueillie par l'opinion publique, si elle se présentait sous le drapeau international" (geciteerd in Albert Maurice, Stanley. Lettres inédites, Office de Publicité, 1955, Brussel, blz. 25-26)
4. ↑  Henry Shelton Sanford, Report on the Annual Meeting of the African International Association, in Brussels, in June, 1877, in: Journal of the American Geographical Society of New York, vol. 9, 1877, blz. 103-108. Gearchiveerd op 25 juni 2016.
5. ↑  Er was een tweekoppige delegatie afgevaardigd, maar Henry Schieffelin kon door ziekte niet afreizen.
6. ↑  Arnold Maes, Reis naar Midden-Afrika, Leuven, 1879
7. ↑  Ghislain Vercruysse, Un début d'exploration médicale belge en Afrique in Bulletin - Kring voor de geschiedenis van de pharmacie in Benelux / Centre Benelux d'histoire de la pharmacie, Jaargang 44 N° 88, Haasrode, 1995
8. ↑  Geciteerd in Jan Vandersmissen, Koningen van de wereld. Leopold II en de aardrijkskundige beweging, ACCO, 2009, blz. 218
9. ↑  Boodschap van 4 december 1883

- Library of Congress Control Number: no2012051348
- Système universitaire de documentation: 067071368
- Virtual International Authority File: 144136530